# Guadalcanal (Sevilla)
Guadalcanal és un municipi de la província de Sevilla, Andalusia, Espanya. L'any 2005 tenia 2.927 habitants. La seva extensió superficial és de 275 km² i té una densitat de 10,6 hab/km². Les seves coordenades geogràfiques són 38° 05′ N, 5° 49′ O. Està situada a una altitud de 660 metres. El nom del poble prové de l'àrab Wad al-Qanal (وادي القنال), riu del canal.

## Demografia
| 1900  | 1920  | 1930  | 1940  | 1960  | 1980  | 1990  | 1998  | 1999  | 2000  | 2001  | 2002  | 2003  | 2004  | 2005  | 2006  |
| ----- | ----- | ----- | ----- | ----- | ----- | ----- | ----- | ----- | ----- | ----- | ----- | ----- | ----- | ----- | ----- |
| 5.786 | 6.714 | 7.376 | 6.931 | 6.075 | 3.261 | 3.321 | 3.067 | 3.015 | 2.970 | 2.959 | 2.937 | 2.946 | 2.918 | 2.927 | 2.970 |

## Personatges il·lustres
- Alfonso Enríquez (1354 - 1429), noble.
- Pedro de Ortega Valencia (segle xvi), explorador i militar que batejà l'illa de Guadalcanal en honor de la seva vila natal.
- Adelardo López de Ayala (1828 - 1879), polític i dramaturg.
- Luis Castelló Pantoja (1881 - 1962), militar.
- Pedro Vallina (1879 - 1970), metge i anarquista.
- Andrés Mirón Calderón (1941 - 2004), escriptor.